# Ballarat Este (Australia)
Ballarat del este es un suburbio de Ballarat en Victoria, Australia. El suburbio cubre un  área extensa al este (y también del norte) del CBD.  Es el área más vieja en Ballarat y fue  un municipio conocido como el Ayuntamiento de Ballarat  del este entre 1859 y 1921. La población de Ballarat del este en el censo del 2006  era 4,995 haciéndolo el quinto más poblado en el  casco urbano de Ballarat.

## Historia
El descubrimiento de yacimientos de oro en 1851 llevó a una inmigración pesada. En 1854, en su resistencia a un impuesto arbitrario, los mineros de oro del área generaron un conflicto armado con las autoridades. Una comisión estuvo nombrada para investigar sus reclamos y  en 1855 se redactaron leyes para organizar la ciudad.  Oficina de Correo de Ballarat del este abrió el 1 de diciembre de 1857 y fue  reemplazado por la oficina de Panaderos del Cerro  en 1992.
Los yacimientos de oro de Ballarat del Este , consistía  de tres áreas distintas conocidas como Ballarat del Este, Ballarat Del oeste y Nerrina, llegaron a producir más de  1.9 millones de onzas de oro de sistemas de vena y más de 16 millones de onzas de depósitos aluviales adyacentes. En el siglo XX, estos yacimientos aluviales  eran los más rico que se hayan abierto. Cuando estos depósitos de superficie se agotaron se comenzaron a explotar los arrecifes de cuarzo en los niveles profundos  y varias minas trabajaron en las profundidades que superan 600 metros.
La calle principal se desarrolló en el  área comercial más importante del distrito de  Ballarat .  Sus tiendas y edificios de madera fueron destruidos por una serie de incendios durante 1860 y el área comercial fue desplazada hacia  Ballarat Oeste, específicamente las calles Sturt y Lydiard 

### Estado municipal, ayuntamiento y centro cívico

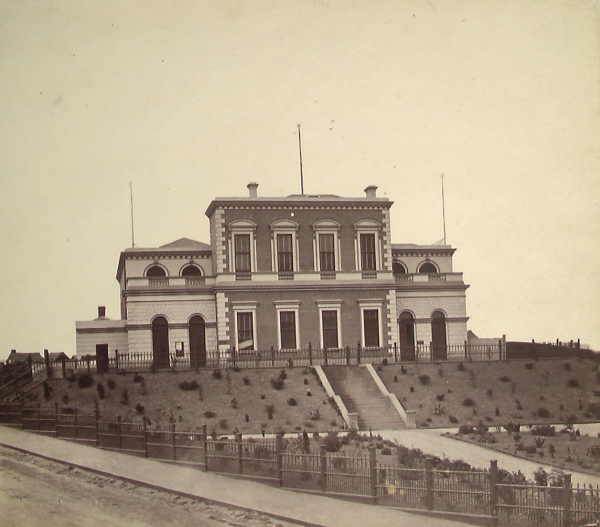
Ballarat Ayuntamiento del este (ahora derribado) en 1862

Ballarat del este fue  una de las primeras áreas de Ballarat organizada como estado municipal.  En 1859 el Ayuntamiento de Ballarat  del este nuevamente fundado adquiere  tierra  las cuales se convertirán en el área cívical de la calle Barkly   y el 26 de diciembre de 1861 se coloca la piedra dfundamental estuvo puesta para el Ayuntamiento de Ballarat del este qué estuvo construido en un estilo renacentista rodeado de jardines formales.  Este fue terminado a lo largo del año siguiente junto con la Biblioteca Libre de  Ballarat del este y la estación de bomberos de  Ballarat , una sede nueva para la brigada de incendios formada en 1856, que se erigió unos pocos años después, en 1864.

## Transporte
El principal medio de transporte es el automóvil. El barrio cuenta con varias carreteras principales colectoras. El camino más grande es la calle Victoria (llamado así por la reina Victoria), una carretera de doble calzada que constituye la principal entrada este de Ballarat. En el norte es la calle Humffray (llamado así por John Basson Humffray), que forma una importante ruta de este a oeste. En el oeste se encuentra la carretera principal Barkly Street (el nombre de Henry Barkly). A lo largo del sur hay otra importante ruta de este a oeste, la calle Eureka .
Los autobuses proporcionan el único medio de transporte público, aunque hay varios servicios disponibles. los servicios son Ruta 8 (a lo largo de Eureka) y 9 (a lo largo de Canadá) , mientras que el servicio de ruta (Eureka 7 Brown Hill) corre a lo largo de las calles Humffray y Victoria. El Ruta 10  (Buninyong) parte del borde occidental a lo largo de la carretera principal. [6]
Aunque el ferrocarril corre a lo largo del suburbio, la estación de tren local (que se encuentra cerca del paso a nivel Humffray Street),  fue demolida y se cerró en la década de 1960.

## Deporte
En su punto más occidental, l Ballarat del este es el sitio dónde se encuentra la marca del óvalo del Este, uno de los estadios cerrados más grandes y antiguos de Ballarat que alberga las reglas del fútbol australiano y el cricket partidos. El estadio es la sede del Club de Fútbol East Point del Football League Ballarat y también el Golden Point Cricket Club y también se ha debatido como un lugar potencial de Liga de fútbol australiano . [7] El centro de recreo también incluye netball de tenis y clubes y club de bolos, el Ballarat Oriente Bowling Club.
Los golfistas juegan en las instalaciones del Golf Club Monte Xavier en Fortune Street. [8]

## Personas notables
1996 medallista de oro olímpico en tiro, Russell Marcos, fue educado en la Escuela Primaria de Brown Hill y la Escuela Secundaria Ballarat Oriente. Se crio en una propiedad en Boundary Road, Brown Hill.